# Chinaia rubra
Chinaia rubra är en insektsart som beskrevs av Chiamolera och Rodney Ramiro Cavichioli 2002. Chinaia rubra ingår i släktet Chinaia och familjen dvärgstritar. Inga underarter finns listade i Catalogue of Life.